# Георг Фрідріх Гротефенд
Георг Фрідріх Гротефенд, нім. Georg Friedrich Grotefend; 9 червня 1775, Ганноверш-Мюнден — 15 грудня 1853, Ганновер) — німецький лінгвіст, дослідник старожитностей. Він поклав початок дешифрування давньоперського клинопису.

## Життєпис
Здобувши освіту в гімназії міста Ганноверш-Мюнден, Гротефенд присвятив себе класичній філології. З 1797 року він став співробітником міської школи Мюндена. В 1803 році стає проректором міської гімназії Франкфурта (нині — Франкфуртська гімназія ім. Лессінга), пізніше — співректором гімназії з 1806 по 1821. У 1812—1814 роках одночасно був професором класичної літератури в Lyceum Carolinum, одному з заснованих Великим герцогом Карлом Теодором фон Дальбергом у Франкфурті університетів. У 1819 році він став одним із засновників «Товариства стародавньої історії Німеччини» (Gesellschaft für Deutschlands ältere Geschichtskunde), яка здійснила видання Monumenta Germaniae Historica. В 1821 — директор ліцею в Ганновері.
В 1802 році йому вдалося протягом усього декількох тижнів розшифрувати відкритий 1621 року напис з Персеполя, який опублікував Карстен Нібур. Приводом стало укладене із знайомим парі, що він зможе дешифрувати абсолютно невідому йому раніше систему письма.
Як викладачеві давньогрецької мови, Гротефенду були відомі імена перських царів (щоправда, він орієнтувався на їх написання в Авесті — це виявилося помилкою, в давньоперсидській ті ж імена звучали трохи інакше). Хронологічно зіставивши передбачувані імена царів в клинописних текстах з відомими йому іменами царів, він прочитав імена Ксеркса, Дарія I Гістаспа.
Також Гротефенд відомий тим, що викрив як підробку «Давню історію фінікійців» Санхуніатона (Hannover 1836).
Гротефенд пішов на пенсію в 1849 році й помер 15 грудня 1853 в Ганновері. Похований на Садовому кладовищі (Маріенштрассе).

## Родина
Г. Ф. Гротефенд був батьком історика Карла Людвіга Гротефенда (22 грудня 1807; † 27 жовтня 1874) і дідом архіваріуса і хронолога Германа Гротефенда (18 січня 1845, Ганновер — 26 травня 1931, Шверін).

## Вшанування пам'яті
У його рідному місті Ганноверш-Мюнден, у Франкфурт-Екенхаймі, Гамбург-Ізерброку, Геттінгені й Ганновері його ім'ям названі вулиці. Гімназія його рідного міста носить з 1976 р. його ім'я.

## Твори
- Anfangsgründe der deutschen Prosodie. (Gießen 1815)
- Lateinische Grammatik. 2 Bde. (Frankfurt am Main 1823—1824)
- Neue Beiträge zur Erläuterung der persepolitanischen Keilschrift. (Hannover 1837)
- Rudimenta linguae umbricae. 8 Hefte (Hannover 1835—1838)
- Rudimentae linguae oscae. (Hannover 1839)
- Zur Geschichte und Geschichte von Altitalien. 5 Hefte (Hannover 1840—1842)